# Arthur Whitten Brown

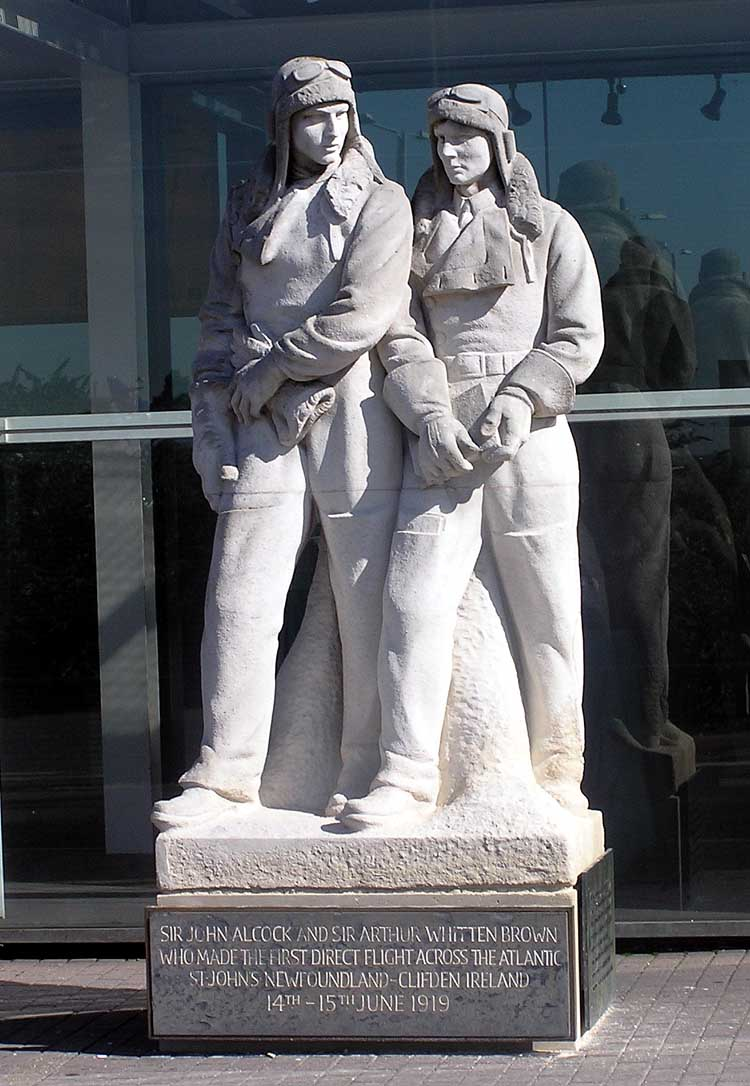
Alcock és Brown szobra Londonban, a Heathrow repülőtéren

Arthur Whitten Brown (Glasgow, 1886. július 23. – Swansea, Wales, 1948. október 2.) brit pilóta, a brit légierő hadnagya, az Atlanti-óceán első átrepülésén John Alcock navigátora.
1919. június 15-én indultak útnak a kanadai St. John’s-ból az angol légierőben rendszeresített Vickers Vimy kétmotoros bombázó repülőgépen. 16 óra 52 perc repülés után értek földet St. John’s-tól 3032 km re, az írországi Clifdenben. Útközben a gép egyik motorja eljegesedett és leállt. Úgy tűnt, hogy emiatt meg kell szakítaniuk útjukat, de Brown kimászott a pilótafülkéből, és a gép szárnyán a sötétben odakúszott az elromlott motorhoz. Leverte róla a jeget, és a motor újraindult.
Leszálláskor a futómű egyik kereke letört, ezért a gép átbucskázott az orrán, és fejjel lefelé állt meg, de a pilótáknak nem esett baja. Sikerükkel elnyerték a Daily Mail újság az első óceánrepülőknek kitűzött, 10 ezer angol fontos díját.

## Kapcsolódó szócikkek

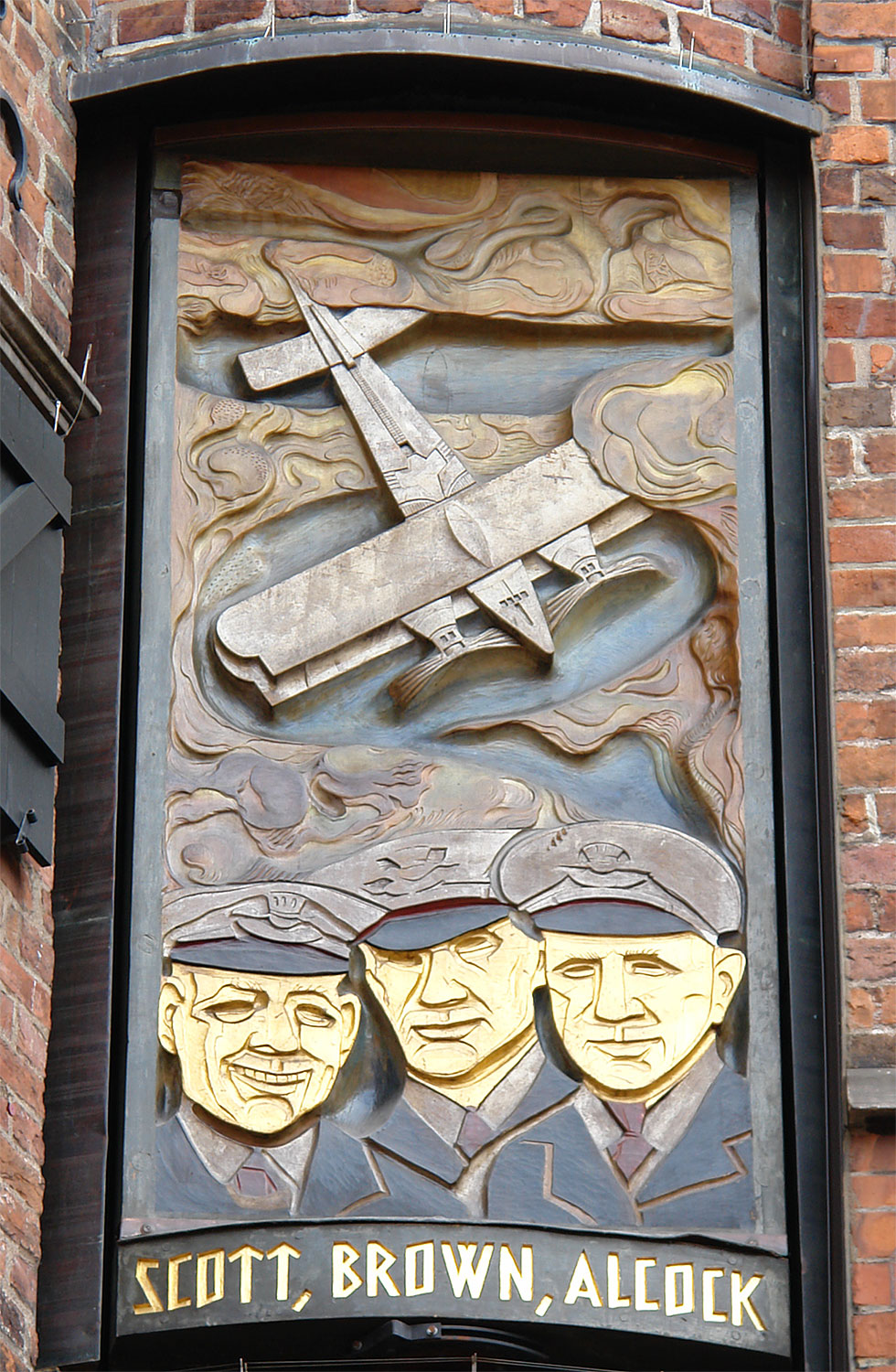